# جوش وودز
جوش وودز (بالإنجليزية: Josh Woods)‏ هو مصارع محترف أمريكي، ولد في 1989 في دالاس في الولايات المتحدة.

## روابط خارجية
- جوش وودز على موقع WrestlingData.com (الإنجليزية)
- جوش وودز على موقع CageMatch worker (الإنجليزية)
- جوش وودز على موقع قاعدة بيانات المصارعة على الإنترنت (الإنجليزية)
- جوش وودز على موقع عالم المصارعة على الإنترنت (الإنجليزية)